# Fauch
Fauch est une commune française située dans le département du Tarn en région Occitanie. Sur le plan historique et culturel, la commune est dans l'Albigeois, une région naturelle agricole correspondant aux environs de la ville d’Albi.
Exposée à un climat océanique altéré, elle est drainée par l'Assou, le ruisseau de Siez, le ruisseau Négodanos et par divers autres petits cours d'eau.
Fauch est une commune rurale qui compte 604 habitants en 2022, après avoir connu une forte hausse de la population depuis 1975.  Elle fait partie de l'aire d'attraction d'Albi. Ses habitants sont appelés les Fauchois ou  Fauchoises.

## Géographie

### Localisation
La commune de Fauch se situe à environ 15 km d'Albi et 10 km de Réalmont, sur un plateau vallonné entre les ruisseaux de l'Assou au nord-ouest et de Siès au sud-est, tous deux affluents du Dadou. Le village se situe sur un promontoire creusé et partagé en son milieu par un ruisseau le traversant.

### Communes limitrophes
Les communes limitrophes sont  Dénat, Fréjairolles, Mouzieys-Teulet et Terre-de-Bancalié.
|       | Fréjairolles | Mouzieys-Teulet   |
| Dénat | Fauch        |                   |
|       |              | Terre-de-Bancalié |

### Hameaux et lieux-dits
Le village ne compte lui-même qu'un peu moins d'une trentaine d'habitations, le reste est constitué des fermes réparties dans la commune ainsi que de hameaux majeurs comme l'Izarnarié (qui borde le village), Masplo, le Bouyssou, Bouteillé, l'Estivié, et Bonaïde.

### Transports et voies de communication
Le village est bordé par la D 13 qui va à Albi et la D 74 qui mène notamment à Réalmont. Le village est situé à environ 7 km de la D 612 qui relie Albi et Castres.

### Hydrographie
La commune est dans le bassin de la Garonne, au sein du bassin hydrographique Adour-Garonne. Elle est drainée par l'Assou, le ruisseau Négodanos, l'Assou, le Revergnas, le ruisseau de Gauma, le ruisseau de Saint-Salvy et par divers petits cours d'eau, qui constituent un réseau hydrographique de 30 km de longueur totale,.
L'Assou, d'une longueur totale de 36,7 km, prend sa source dans la commune du Fraysse et s'écoule du nord-est au sud-ouest. Il traverse la commune et se jette dans le Dadou à Laboutarie, après avoir traversé 12 communes.

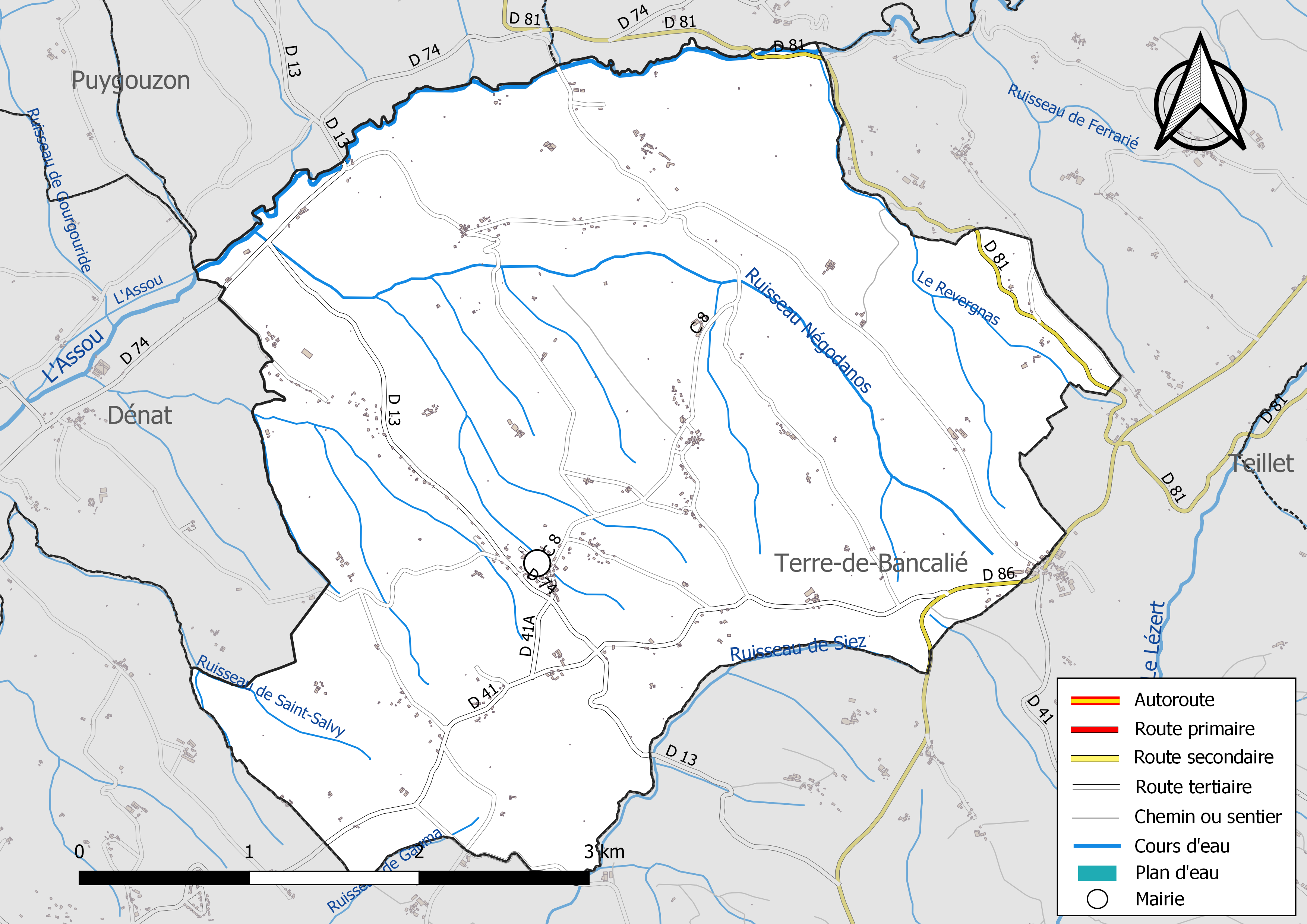
Réseaux hydrographique et routier de Fauch.

### Climat
Pour des articles plus généraux, voir Climat de l'Occitanie et Climat du Tarn.
En 2010, le climat de la commune est de type climat océanique altéré, selon une étude du Centre national de la recherche scientifique s'appuyant sur une série de données couvrant la période 1971-2000. En 2020, Météo-France publie une typologie des climats de la France métropolitaine dans laquelle la commune est toujours exposée à un climat océanique altéré et est dans la région climatique Aquitaine, Gascogne, caractérisée par une pluviométrie abondante au printemps, modérée en automne, un faible ensoleillement au printemps, un été chaud (19,5 °C), des vents faibles, des brouillards fréquents en automne et en hiver et des orages fréquents en été (15 à 20 jours).
Pour la période 1971-2000, la température annuelle moyenne est de 12,3 °C, avec une amplitude thermique annuelle de 15,7 °C. Le cumul annuel moyen de précipitations est de 964 mm, avec 10,4 jours de précipitations en janvier et 6,2 jours en juillet. Pour la période 1991-2020, la température moyenne annuelle observée sur la station météorologique de Météo-France la plus proche, « Montredon-Labessonnié », sur la commune de Montredon-Labessonnié à 14 km à vol d'oiseau, est de 12,1 °C et le cumul annuel moyen de précipitations est de 1 133,8 mm. 
La température maximale relevée sur cette station est de 39,6 °C, atteinte le 21 juillet 1989 ; la température minimale est de −15,6 °C, atteinte le 12 janvier 1987,,.
Les paramètres climatiques de la commune ont été estimés pour le milieu du siècle (2041-2070) selon différents scénarios d'émission de gaz à effet de serre à partir des nouvelles projections climatiques de référence DRIAS-2020. Ils sont consultables sur un site dédié publié par Météo-France en novembre 2022.

### Milieux naturels et biodiversité
Aucun espace naturel présentant un intérêt patrimonial n'est recensé sur la commune dans l'inventaire national du patrimoine naturel,,.

## Urbanisme

### Typologie
Au 1er janvier 2024, Fauch est catégorisée commune rurale à habitat dispersé, selon la nouvelle grille communale de densité à sept niveaux définie par l'Insee en 2022.
Elle est située hors unité urbaine. Par ailleurs la commune fait partie de l'aire d'attraction d'Albi, dont elle est une commune de la couronne,. Cette aire, qui regroupe 91 communes, est catégorisée dans les aires de 50 000 à moins de 200 000 habitants,.

### Occupation des sols
L'occupation des sols de la commune, telle qu'elle ressort de la base de données européenne d’occupation biophysique des sols Corine Land Cover (CLC), est marquée par l'importance des territoires agricoles (83,1 % en 2018), une proportion sensiblement équivalente à celle de 1990 (82,6 %). La répartition détaillée en 2018 est la suivante : 
zones agricoles hétérogènes (45,6 %), terres arables (19,8 %), prairies (17,7 %), forêts (16,9 %). L'évolution de l’occupation des sols de la commune et de ses infrastructures peut être observée sur les différentes représentations cartographiques du territoire : la carte de Cassini (XVIIIe siècle), la carte d'état-major (1820-1866) et les cartes ou photos aériennes de l'IGN pour la période actuelle (1950 à aujourd'hui).

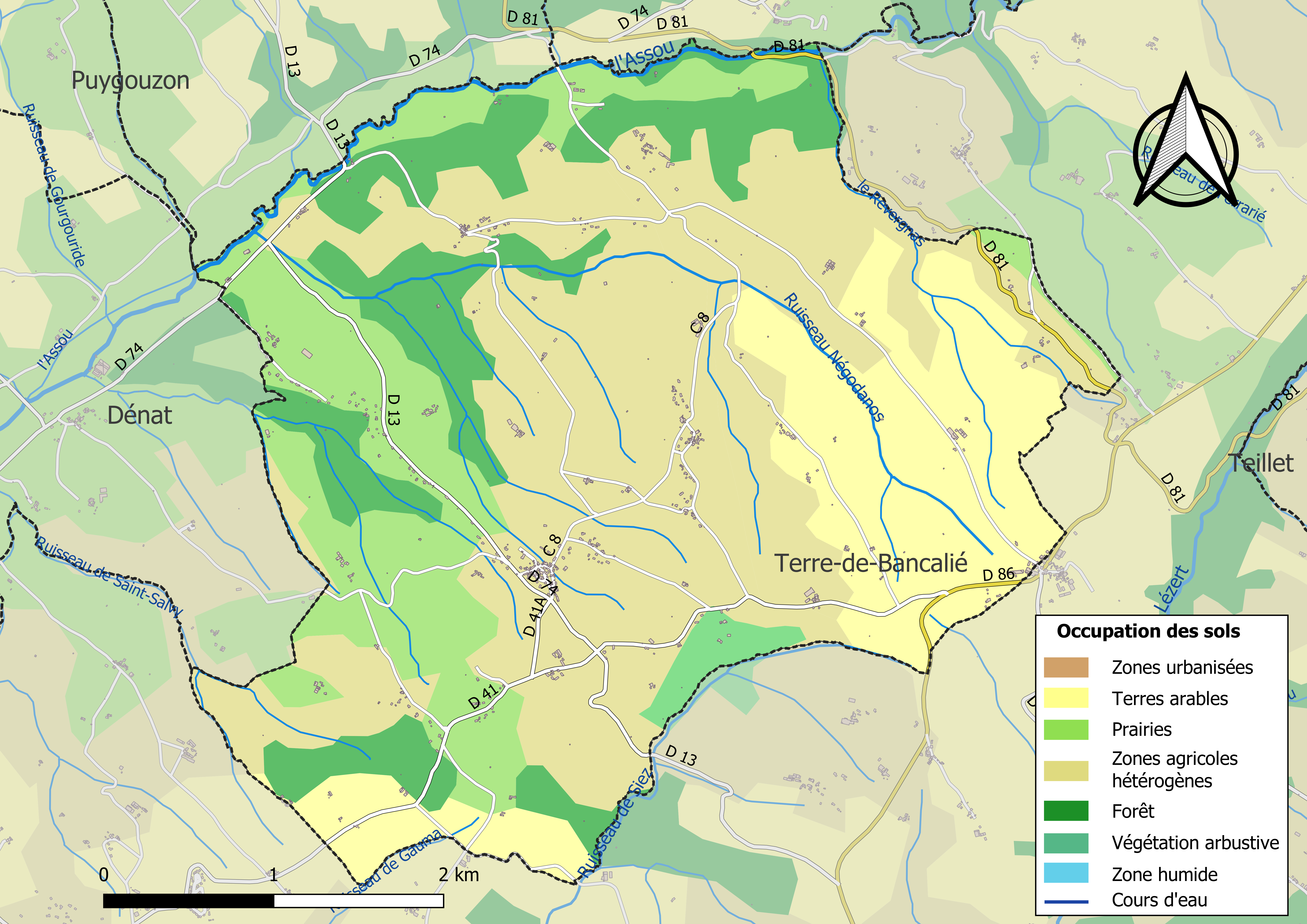
Carte des infrastructures et de l'occupation des sols de la commune en 2018 (CLC).

### Risques majeurs
Le territoire de la commune de Fauch est vulnérable à différents aléas naturels : météorologiques (tempête, orage, neige, grand froid, canicule ou sécheresse), inondations, mouvements de terrains et séisme (sismicité très faible). Il est également exposé à un risque technologique,  le transport de matières dangereuses. Un site publié par le BRGM permet d'évaluer simplement et rapidement les risques d'un bien localisé soit par son adresse soit par le numéro de sa parcelle.

#### Risques naturels
Certaines parties du territoire communal sont susceptibles d’être affectées par le risque d’inondation par débordement de cours d'eau, notamment l'Assou. La cartographie des zones inondables en ex-Midi-Pyrénées réalisée dans le cadre du XIe Contrat de plan État-région, visant à informer les citoyens et les décideurs sur le risque d’inondation, est accessible sur le site de la DREAL Occitanie. La commune a été reconnue en état de catastrophe naturelle au titre des dommages causés par les inondations et coulées de boue survenues en 1982, 1988 et 2013,.
Fauch est exposée au risque de feu de forêt. En 2022, il n'existe pas de Plan de Prévention des Risques incendie de forêt (PPRif). Le débroussaillement aux abords des maisons constitue l’une des meilleures protections pour les particuliers contre le feu,.

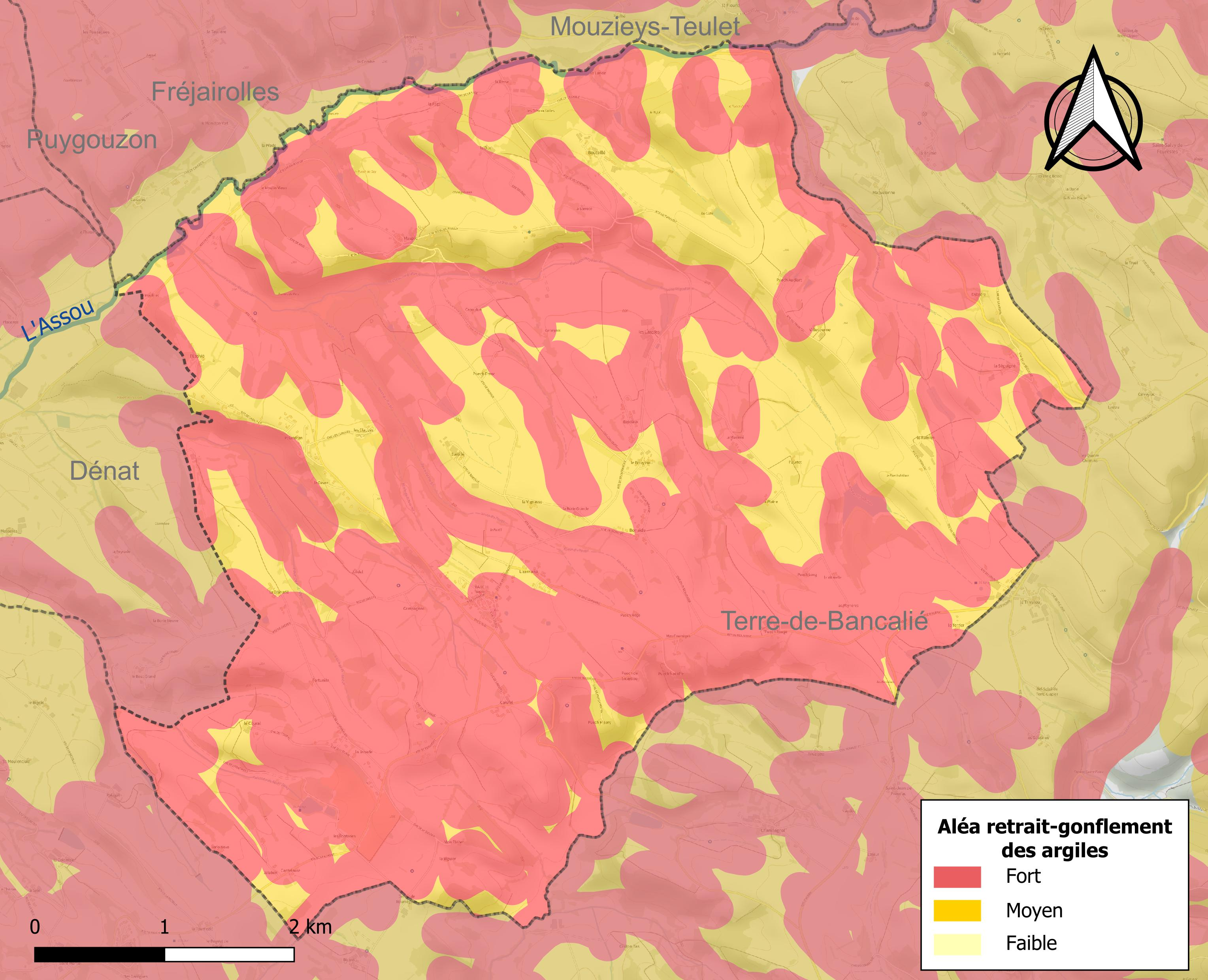
Carte des zones d'aléa retrait-gonflement des sols argileux de Fauch.

La commune est vulnérable au risque de mouvements de terrains constitué principalement du retrait-gonflement des sols argileux. Cet aléa est susceptible d'engendrer des dommages importants aux bâtiments en cas d’alternance de périodes de sécheresse et de pluie. La totalité de la commune est en aléa moyen ou fort (76,3 % au niveau départemental et 48,5 % au niveau national). Sur les 263 bâtiments dénombrés sur la commune en 2019, 263 sont en aléa moyen ou fort, soit 100 %, à comparer aux 90 % au niveau départemental et 54 % au niveau national. Une cartographie de l'exposition du territoire national au retrait gonflement des sols argileux est disponible sur le site du BRGM,.
Par ailleurs, afin de mieux appréhender le risque d’affaissement de terrain, l'inventaire national des cavités souterraines permet de localiser celles situées sur la commune.

#### Risques technologiques
Le risque de transport de matières dangereuses sur la commune est lié à sa traversée par des infrastructures routières ou ferroviaires importantes ou la présence d'une canalisation de transport d'hydrocarbures. Un accident se produisant sur de telles infrastructures est susceptible d’avoir des effets graves sur les biens, les personnes ou l'environnement, selon la nature du matériau transporté. Des dispositions d’urbanisme peuvent être préconisées en conséquence.

## Histoire
Fauch est un ancien village fortifié dont on devine encore quelques vestiges des anciens fossés et des remparts.
L'église faisait office d'ancienne tour de défense. Elle a été restaurée en 1891 : on a supprimé une tour et agrandi le bâtiment par l'adjonction de deux chapelles et du clocher en son emplacement actuel.
Le village conserve l'allure défensive : situé sur un promontoire, de forme quasiment circulaire, on y trouve encore quelques fenêtres à meneau à l'abside (fenêtre qui caractérise l'architecture du Moyen Âge et de la Renaissance).
Le lieu-dit Carufel au sud du village de Fauch était autrefois le fief de la famille Sicard de Carufel, une famille de nobles dont les premières traces apparaissent au début du XVIe siècle. Le domaine est détruit en 1621 lors de la bataille de Fauch entre catholiques et protestants. Jean Sicard de Carufel, né à Castres (1666 - 1743), militaire, part en Nouvelle-France (Québec) en 1685 dans les troupes de la marine (sous le gouverneur Jacques-René de Brisay). Il obtient la seigneurie de Carufel, aujourd'hui paroisse Saint-Justin, dans la MRC de Maskinongé, Québec, en 1705.
Il y a aujourd'hui des milliers de descendants Sicard de Carufel en Amérique,.

### Héraldique
| Fauch | Son blasonnement est : D'or au chef-pal de gueules. |

## Politique et administration
| Période                                  | Période | Identité         | Étiquette | Qualité |
| ---------------------------------------- | ------- | ---------------- | --------- | ------- |
| mars 2001                                |         | Robert Roumegoux |           |         |
| Les données manquantes sont à compléter. |         |                  |           |         |

```
Secrétaire Catherine Fabre
```

## Démographie
| 1793 | 1800 | 1806 | 1821 | 1831 | 1836 | 1841 | 1846 | 1851 |
| ---- | ---- | ---- | ---- | ---- | ---- | ---- | ---- | ---- |
| 531  | 539  | 593  | 646  | 638  | 726  | 755  | 692  | 738  |

| 1856 | 1861 | 1866 | 1872 | 1876 | 1881 | 1886 | 1891 | 1896 |
| ---- | ---- | ---- | ---- | ---- | ---- | ---- | ---- | ---- |
| 732  | 759  | 780  | 741  | 769  | 781  | 745  | 661  | 602  |

| 1901 | 1906 | 1911 | 1921 | 1926 | 1931 | 1936 | 1946 | 1954 |
| ---- | ---- | ---- | ---- | ---- | ---- | ---- | ---- | ---- |
| 560  | 575  | 532  | 508  | 504  | 507  | 444  | 398  | 362  |

| 1962 | 1968 | 1975 | 1982 | 1990 | 1999 | 2006 | 2011 | 2016 |
| ---- | ---- | ---- | ---- | ---- | ---- | ---- | ---- | ---- |
| 306  | 303  | 272  | 286  | 343  | 392  | 457  | 496  | 527  |

| 2021 | 2022 | - | - | - | - | - | - | - |
| ---- | ---- | - | - | - | - | - | - | - |
| 587  | 604  | - | - | - | - | - | - | - |

## Économie

### Revenus
En 2018, la commune compte 216 ménages fiscaux, regroupant 555 personnes. La médiane du revenu disponible par unité de consommation est de 20 850 € (20 400 € dans le département).

### Emploi
|                | 2008  | 2013  | 2018  |
| -------------- | ----- | ----- | ----- |
| Commune        | 4,5 % | 5,8 % | 6,9 % |
| Département    | 8,2 % | 9,9 % | 10 %  |
| France entière | 8,3 % | 10 %  | 10 %  |

En 2018, la population âgée de 15 à 64 ans s'élève à 346 personnes, parmi lesquelles on compte 81 % d'actifs (74,1 % ayant un emploi et 6,9 % de chômeurs) et 19 % d'inactifs,. Depuis 2008, le taux de chômage communal (au sens du recensement) des 15-64 ans est inférieur à celui de la France et du département.
La commune fait partie de la couronne de l'aire d'attraction d'Albi, du fait qu'au moins 15 % des actifs travaillent dans le pôle,. Elle compte 74 emplois en 2018, contre 63 en 2013 et 52 en 2008. Le nombre d'actifs ayant un emploi résidant dans la commune est de 261, soit un indicateur de concentration d'emploi de 28,3 % et un taux d'activité parmi les 15 ans ou plus de 65,1 %.
Sur ces 261 actifs de 15 ans ou plus ayant un emploi, 53 travaillent dans la commune, soit 20 % des habitants. Pour se rendre au travail, 88,1 % des habitants utilisent un véhicule personnel ou de fonction à quatre roues, 4 % s'y rendent en deux-roues, à vélo ou à pied et 8 % n'ont pas besoin de transport (travail au domicile).

### Activités hors agriculture
43 établissements sont implantés  à Fauch au 31 décembre 2019. Le tableau ci-dessous en détaille le nombre par secteur d'activité et compare les ratios avec ceux du département,.
| Secteur d'activité                                                                                        | Commune | Commune | Département |
| Secteur d'activité                                                                                        | Nombre  | %       | %           |
| --- | ------- | ------- | ----------- |
| Ensemble                                                                                                  | 43      |         |             |
| Industrie manufacturière, industries extractives et autres                                                | 11      | 25,6 %  | (13 %)      |
| Construction                                                                                              | 6       | 14 %    | (12,5 %)    |
| Commerce de gros et de détail, transports, hébergement et restauration                                    | 8       | 18,6 %  | (26,7 %)    |
| Information et communication                                                                              | 1       | 2,3 %   | (2,1 %)     |
| Activités immobilières                                                                                    | 2       | 4,7 %   | (4,2 %)     |
| Activités spécialisées, scientifiques et techniques et activités de services administratifs et de soutien | 7       | 16,3 %  | (13,8 %)    |
| Administration publique, enseignement, santé humaine et action sociale                                    | 4       | 9,3 %   | (15,5 %)    |
| Autres activités de services                                                                              | 4       | 9,3 %   | (9 %)       |

Le secteur de l'industrie manufacturière, des industries extractives et autres est prépondérant sur la commune puisqu'il représente 25,6 % du nombre total d'établissements de la commune (11 sur les 43 entreprises implantées  à Fauch), contre 13 % au niveau départemental.

### Agriculture
La commune est dans la « plaine de l'Albigeois et du Castrais », une petite région agricole occupant le centre du département du Tarn. En 2020, l'orientation technico-économique de l'agriculture  sur la commune est l'élevage d'ovins ou de caprins. 
|               | 1988  | 2000  | 2010  | 2020  |
| ------------- | ----- | ----- | ----- | ----- |
| Exploitations | 46    | 36    | 26    | 21    |
| SAU (ha)      | 1 156 | 1 074 | 1 115 | 1 348 |

Le nombre d'exploitations agricoles en activité et ayant leur siège dans la commune est passé de 46 lors du recensement agricole de 1988  à 36 en 2000 puis à 26 en 2010 et enfin à 21 en 2020, soit une baisse de 54 % en 32 ans. Le même mouvement est observé à l'échelle du département qui a perdu pendant cette période 58 % de ses exploitations,. La surface agricole utilisée sur la commune a quant à elle augmenté, passant de 1156 ha en 1988 à 1348 ha en 2020. Parallèlement la surface agricole utilisée moyenne par exploitation a augmenté, passant de 25 à 64 ha.

## Culture locale et patrimoine

### Lieux et monuments
- Église Saint-Vincent de Fauch du XIIIe siècle, fut une place forte au moment des guerres de religion et notamment en 1621 théâtre d’une bataille sanglante, art gothique : éléments sculptés au chœur absidial et dragons antithétiques à longue queue sur le mur nord.
- Ancien lavoir restauré.
- Chemins de randonnée.
- Vallon de l'Assou.

### Personnalités liées à la commune
- Catherine Fabre (secrétaire)
- Robert Roumégoux (Maire)

## Vie pratique

### Culture
La traditionnelle fête de Fauch se tient durant le troisième week-end du mois d'août, du jeudi au dimanche inclus. Elle est organisée par le comité des jeunes.

## Pour approfondir